# Bausch & Lomb Championships 1990
Il  Bausch & Lomb Championships 1990 è stato un torneo di tennis giocato sulla terra verde. È stata l'11ª edizione del torneo, che fa parte della categoria Tier II nell'ambito del WTA Tour 1990. Si è giocato all'Amelia Island Plantation di Amelia Island negli USA dal 9 al 15 aprile 1990.

## Campionesse

### Singolare
Steffi Graf ha battuto in finale  Arantxa Sánchez con il punteggio di 6–1, 6–0

### Doppio
Mercedes Paz /  Arantxa Sánchez Vicario hanno battuto in finale  Regina Rajchrtová /  Andrea Temesvári con il punteggio di 7–6, 6–4